# Matilde Brandau
Matilde Brandau Galindo (Los Ángeles, c. 1879-1948) fue una abogada y educadora chilena. Fue la segunda mujer en obtener el título de abogado en su país, después de Matilde Throup.

## Biografía
Nació en Los Ángeles, hija de Valentín Brandau Lapp, de ascendencia alemana, y de Emilia Galindo. Tuvo dos hermanos, Roberto Brandau, que falleció en 1909 (con 18 años), y Valentín Brandau (1866-1960), que era abogado, además de dos hermanas nacidas en 1894 y en 1895, respectivamente.
Con la promulgación del Decreto Amunátegui en 1877, las mujeres pudieron cursar carreras universitarias en Chile. Gracias a ello, Brandau ingresó a la entonces Facultad de Leyes (hoy Facultad de Derecho) de la Universidad de Chile en 1893, siguiendo los pasos de Matilde Throup, quien un año antes se había convertido en la primera mujer titulada abogada en Chile y la tercera en obtener un título universitario bajo la vigencia del decreto Amunátegui.

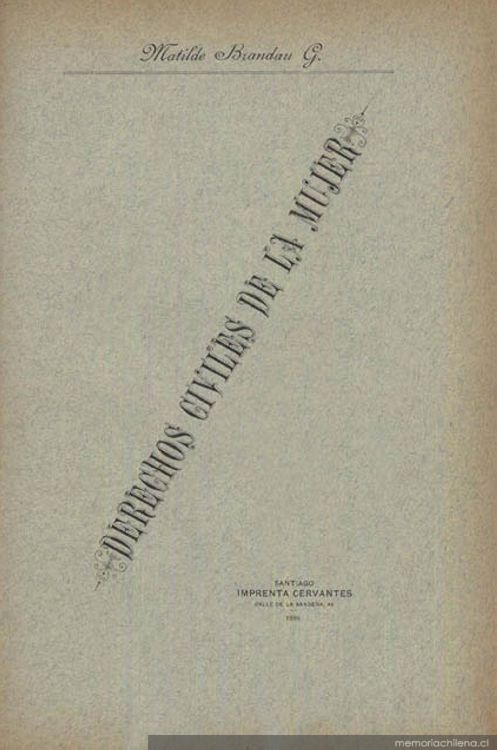
Portada de la memoria de grado de Brandau, Derechos civiles de la mujer (1898).

En 1898 Brandau presentó su tesis Derechos civiles de la mujer para optar a la licenciatura en leyes. En dicho estudio, Brandau realizó un análisis comparado de la situación jurídica de la mujer en distintos países y épocas, incluyendo Chile, y criticó el estado en que quedaba la mujer al contraer matrimonio, pues estaba sujeta a la potestad marital y la dejaba incapacitada jurídicamente. Varios de sus postulados fueron recogidos progresivamente por la legislación a partir de la Constitución Política de la República de Chile de 1925, que modificó el Código Civil, y el Decreto Ley N° 328.
Brandau nunca ejerció la abogacía, y se destacó en el ámbito intelectual y educativo. Fue ateneísta y defensora de la igualdad de género y los derechos civiles de la mujer. Fue también promotora de la educación femenina, ejerciendo como educadora y directora de varios liceos de niñas, como los de Linares (1905-1907), Constitución (1908-1913) e Iquique (1915). Fue enviada por el gobierno de Chile en dos oportunidades a Europa, en 1907 y 1927, para conocer de la educación femenina en España, Bélgica, Suiza e Italia. En el primer viaje, su marido, el periodista José Luis Ross Mujica (con quien se había casado en 1907), y que ejercía como cónsul de Chile en España, falleció por una apendicitis.
A su regreso a Chile, asumió como directora del liceo Nº 2 de Valparaíso. Brandau gestionó la adquisición del terreno para construir el edificio de la institución, cuya primera piedra fue colocada en 1937. Por ello, actualmente el liceo lleva su nombre. Además llevó a cabo una profunda actividad cultural, siendo fundadora de un centro literario, y desarrollándose en la Biblioteca Francesa, la Universidad Popular de Iquique, la Sociedad Protectora de Estudiantes Pobres, las Colonias Escolares y el Patronato de la Infancia de Iquique.